# Rue Paul-Dubois (Nantes)
Pour les articles homonymes, voir Rue Paul-Dubois.
La rue Paul-Dubois est une voie de Nantes, en France.

## Situation et accès
Située dans le centre-ville de Nantes, la rue Paul-Dubois, qui relie l'allée du Port-Maillard (cours Franklin-Roosevelt) à la place des Jacobins, est bitumée et ouverte à la circulation automobile en sens unique (sud-nord). Elle rencontre, sur son côté ouest, l'impasse Joseph-Peignon et la rue Lambert.

## Origine du nom
Elle porte le nom de Paul-François Dubois, journaliste et homme politique français.

## Historique
L'enceinte gallo-romaine de Nantes traversait le tracé de l'actuelle rue Paul-Dubois au niveau de l'impasse Joseph-Peignon. Le nord de la rue existe donc depuis l'Antiquité. Une porte était ouverte dans la muraille pour accéder au port.
Le couvent des Jacobins est installé en 1228, à l'est de la place du Bouffay. Le couvent et son église sont détruits par un incendie le 10 avril 1410. Une nouvelle église est achevée en 1413, sans la façade. L'accès au couvent se fait par la « ruelle des Jacobins », dont le tracé suit le nord de l'actuelle rue Paul-Dubois et la rue Lambert.
Les remparts du XIIIe siècle courent plus au sud ; le quai du Port-Maillard est accessible par une porte située au bout de la rue du même nom, mais l'antique accès, au niveau de l'actuelle rue Paul-Dubois, a disparu. La « ruelle des Jacobins » est un axe secondaire, étroit.
En 1653, l'établissement cède à la ville une parcelle au nord-ouest du couvent, pour permettre la création de la « place des Jacobins ». La « ruelle des Jacobins » est alors légèrement raccourcie. Au XVIIIe siècle, elle s'appelle « rue Brandouil ».
Le nord de la rue était une portion de la « rue Brandouil », auparavant « ruelle des Jacobins ». Durant la Révolution, la voie est appelée « rue Haxo », du nom du général Nicolas Haxo (1749-1794). Le nom de « rue Dubois » apparaît sur un plan de 1818, et cette appellation perdure jusqu'à la fin du XXe siècle. La plaque de la rue indique « rue Paul-Dubois (1793-1874) ».
Lors de la Révolution, les religieux sont expulsés. Le couvent est démantelé, au cours du XIXe siècle. La « rue Brandouil » est démembrée : vers l'est est formée la rue Lambert et, dans l'axe nord-sud, la « rue Dubois », percée vers le sud pour atteindre le quai du Port-Maillard, reconstituant ainsi l'axe rue des Carmélites - « rue Jussieu » (« haute rue des Jacobins ») - « rue Dubois ». Mais cet axe disparaît de nouveau en 1868, lorsque le percement de la rue de Strasbourg entraîne la disparition de la « rue Jussieu » (à ne pas confondre avec l'actuelle rue de Jussieu).